# Serrone
Serrone é uma comuna italiana da região do Lácio, província de Frosinone, com cerca de 2.943 habitantes. Estende-se por uma área de 15 km², tendo uma densidade populacional de 196 hab/km². Faz fronteira com Arcinazzo Romano (RM), Olevano Romano (RM), Paliano, Piglio, Roiate (RM).

## Demografia
| Variação demográfica do município entre 1861 e 2011                               |
|                                                                                   |
| Fonte: Istituto Nazionale di Statistica (ISTAT) - Elaboração gráfica da Wikipedia |